# Saint-Barthélemy-de-Bellegarde
Saint-Barthélemy-de-Bellegarde (okzitanisch Sent Bertomiu de Belagarda) ist ein südwestfranzösischer Ort und eine Gemeinde (commune) mit 506 Einwohnern (Stand: 1. Januar 2022) im äußersten Westen des Départements Dordogne in der Region Nouvelle-Aquitaine (vor 2016 Aquitaine). Die Gemeinde gehört zum Arrondissement Périgueux und zum Kanton Montpon-Ménestérol.

## Geographie
Saint-Barthélemy-de-Bellegarde liegt etwa 50 Kilometer westsüdwestlich von Périgueux. Das Gemeindegebiet wird vom Fluss Duche durchquert, im äußersten Westen tangiert auch sein späterer Zufluss Petite Duche das Gebiet. Umgeben wird Saint-Barthélemy-de-Bellegarde von den Nachbargemeinden Servanches im Norden und Nordwesten, Échourgnac im Norden und Nordosten, Saint-Michel-de-Double im Osten, Saint-Laurent-des-Hommes im Süden und Südosten, Montpon-Ménestérol im Süden und Südwesten sowie Eygurande-et-Gardedeuil im Westen.

## Geschichte
Die Bastide wurde 1316 gegründet.

## Bevölkerungsentwicklung
| Jahr                      | 1962 | 1968 | 1975 | 1982 | 1990 | 1999 | 2006 | 2013 |
| Einwohner                 | 484  | 372  | 401  | 451  | 408  | 464  | 497  | 514  |
| Quelle: Cassini und INSEE |      |      |      |      |      |      |      |      |

## Sehenswürdigkeiten
- Kirche Saint-Barthélemy aus dem 19. Jahrhundert
- Schloss La Devize aus dem 17. Jahrhundert

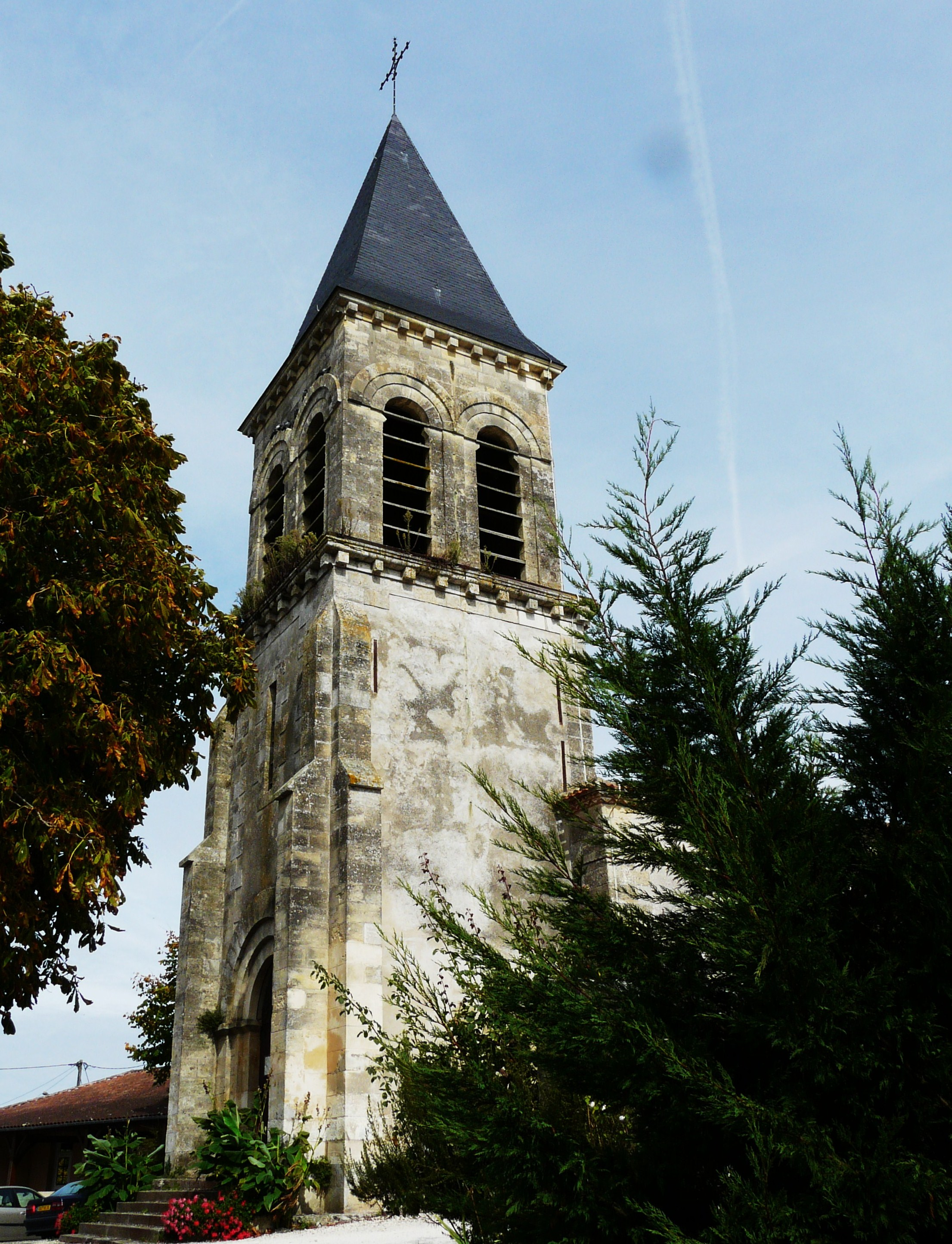
Kirche Saint-Barthélemy